# Gare de La Haye-Laan van NOI
La gare de La Haye-Laan van NOI (en néerlandais : station Den Haag Laan van Nieuw Oost Indië, également abrégée en Den Haag Laan v NOI ou Laan van NOI) est une gare ferroviaire et une station de métro de la ville néerlandaise de La Haye.
La gare est desservie par la ligne ferroviaire Amsterdam – Rotterdam de NS et les lignes 2, 3 (tram-train) et E (métro léger) du réseau RandstadRail.
La gare de La Haye-Laan van NOI est nommée en référence à la rue sur laquelle elle se trouve, la Laan van Nieuw Oost-Indië, signifiant littéralement « Avenue des Nouvelles Indes-Orientales ».